# Joscha Sauer

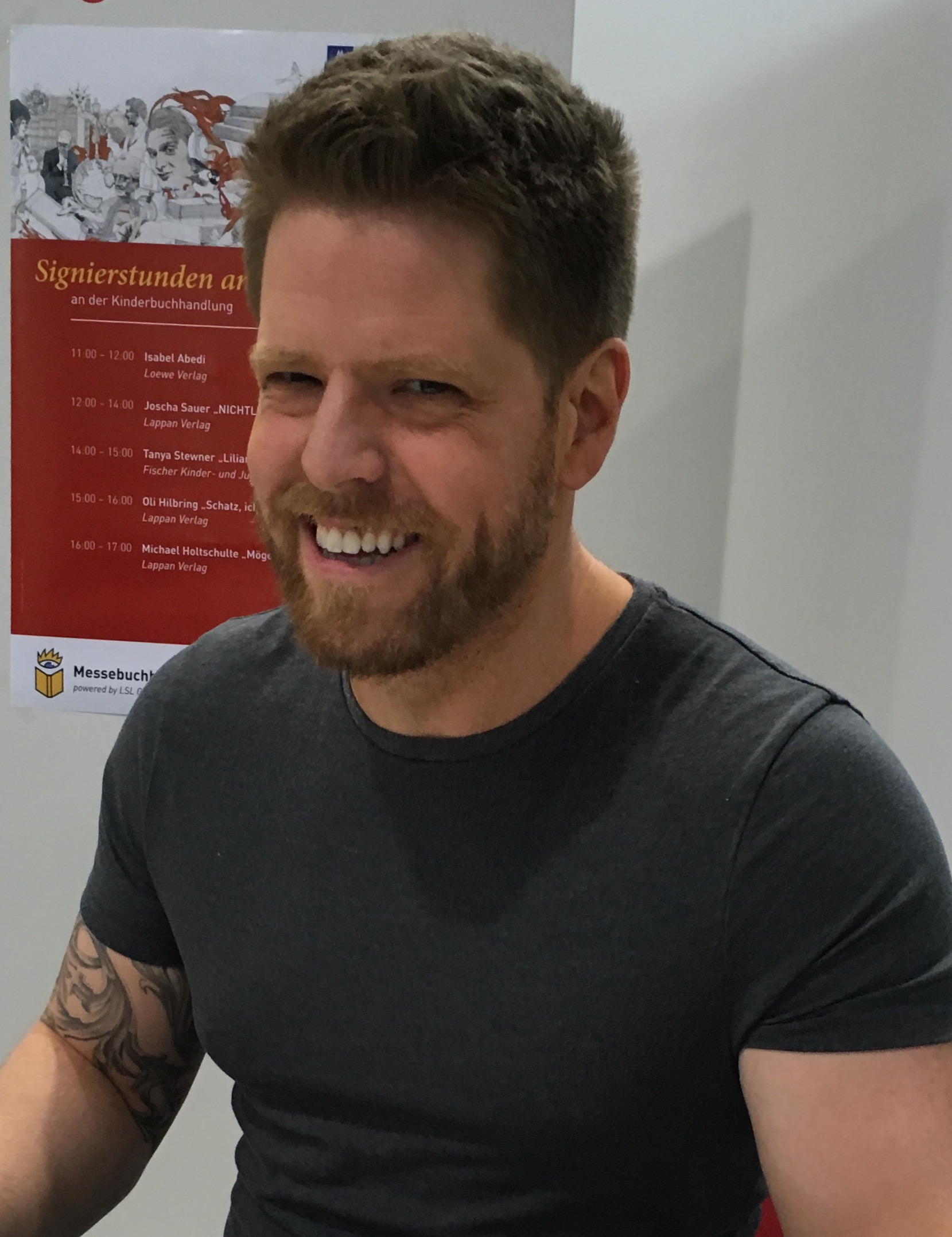
Joscha Sauer (2016)

Joscha Sauer (* 9. Mai 1978 in Frankfurt am Main) ist ein deutscher Cartoonist. Er lebt in Frankfurt am Main.

## Nichtlustig-Cartoons
Nichtlustig ist ein deutschsprachiges Webcomic auf der Internetdomain joscha.com. Der Cartoonist veröffentlicht seit rund 20 Jahren den Großteil seiner Cartoons frei zugänglich und kostenlos im Internet.

### Geschichte

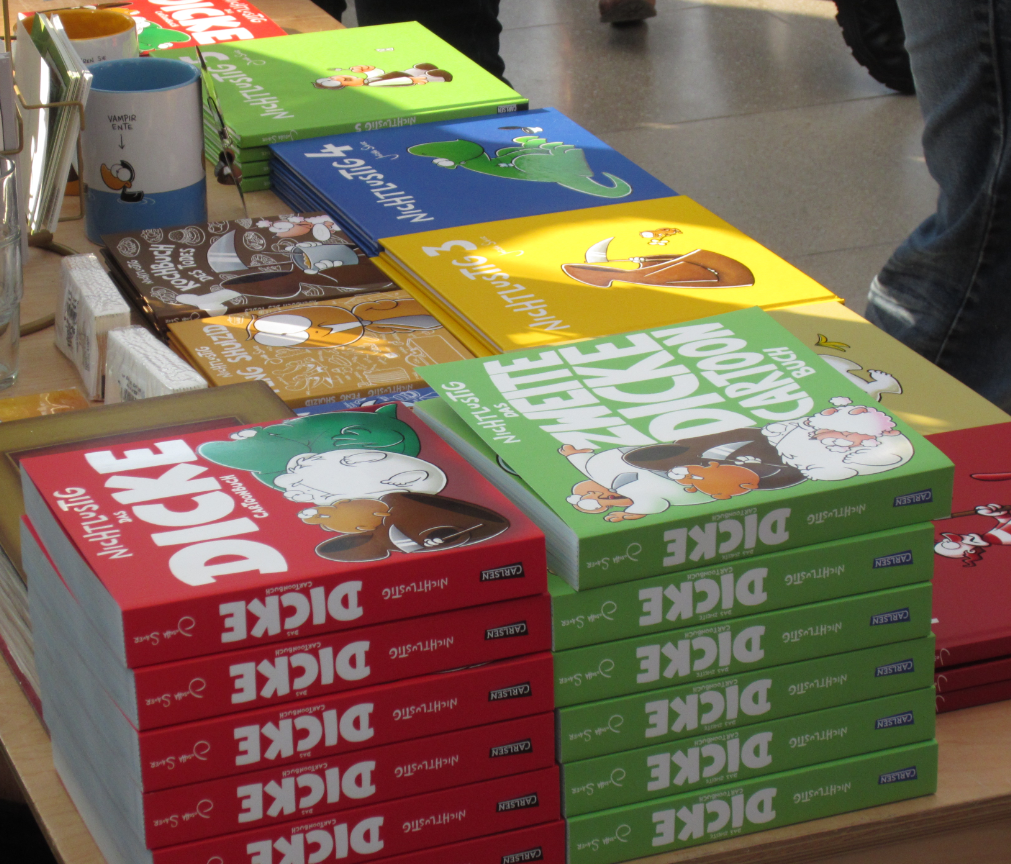
Nichtlustig Comicreihe

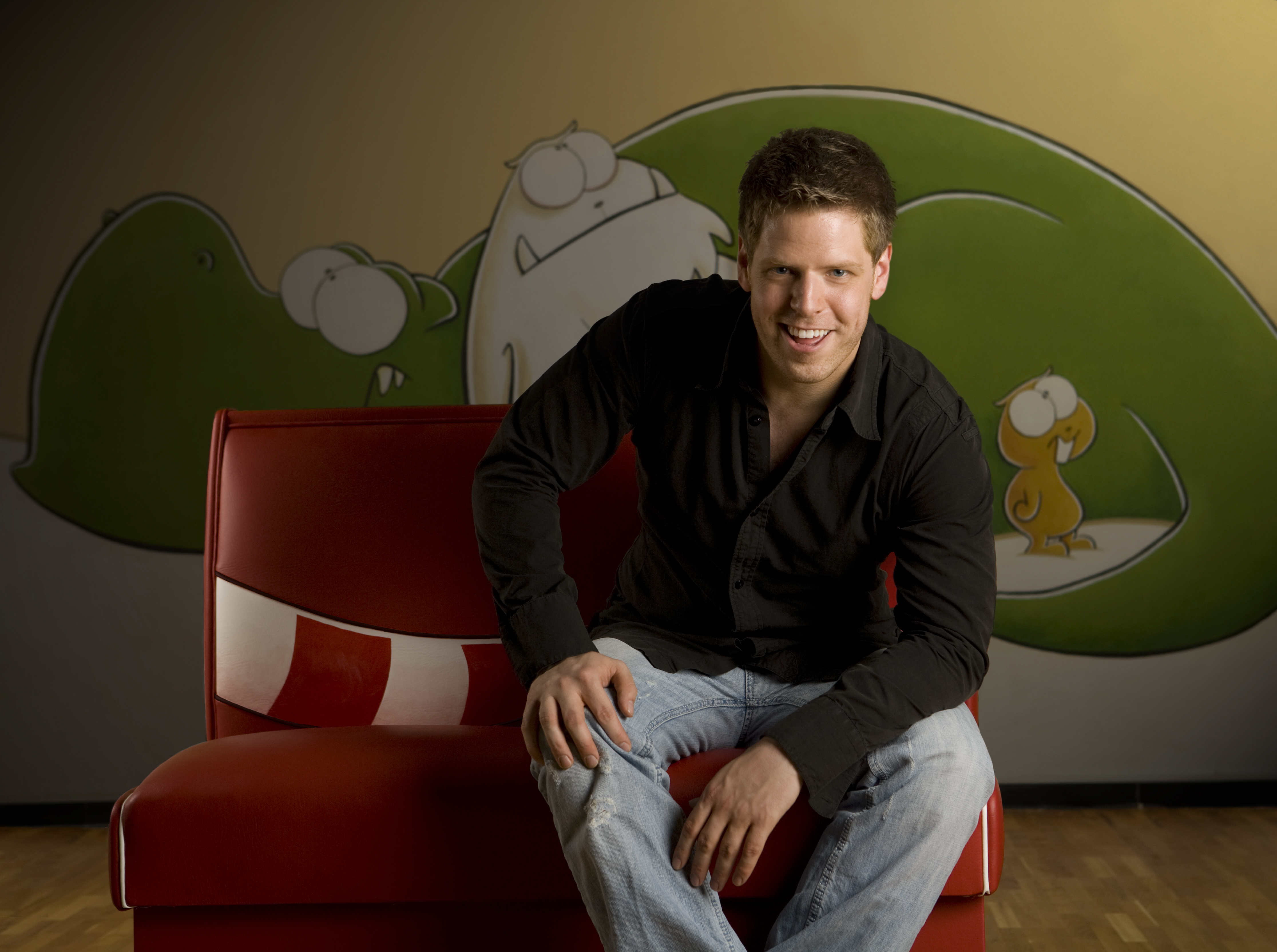
Joscha Sauer

Sauer startete mit Beginn seiner zeichnerischen Tätigkeit im Jahr 2000 die Website nichtlustig.de.
Es folgten Veröffentlichungen im Online-Satiremagazin ZYN!, das in den 2000er-Jahren eingestellt wurde. Es gab erste gedruckte Veröffentlichungen in einer Zeitung.
Einige Jahre lang war eine Schlange mit Clownsgesicht das Maskottchen der Website. Dieser Clown ist als Mensch auch auf dem Titelbild des ersten Nichtlustig-Buchs zu sehen, welches im Jahr 2003 erschien. Fünf weitere Bücher folgten. Diese Bücher enthalten viele auf der Homepage bereits veröffentlichte Cartoons in teilweise leicht überarbeiteter Form, aber auch extra für die Bücher entworfene Zeichnungen und teilweise cartoonübergreifende Kurzgeschichten.
Ab November 2008 veröffentlichte Sauer mit notfunnycartoons.com ins Englische übersetzte Nichtlustig-Cartoons. Die Website ist nicht mehr erreichbar. Von 2015 bis 2020 machte Sauer eine Cartoon-Pause, um sich um seine Zeichentrickserie zu kümmern, welche es jedoch nicht ins Fernsehen schaffte.

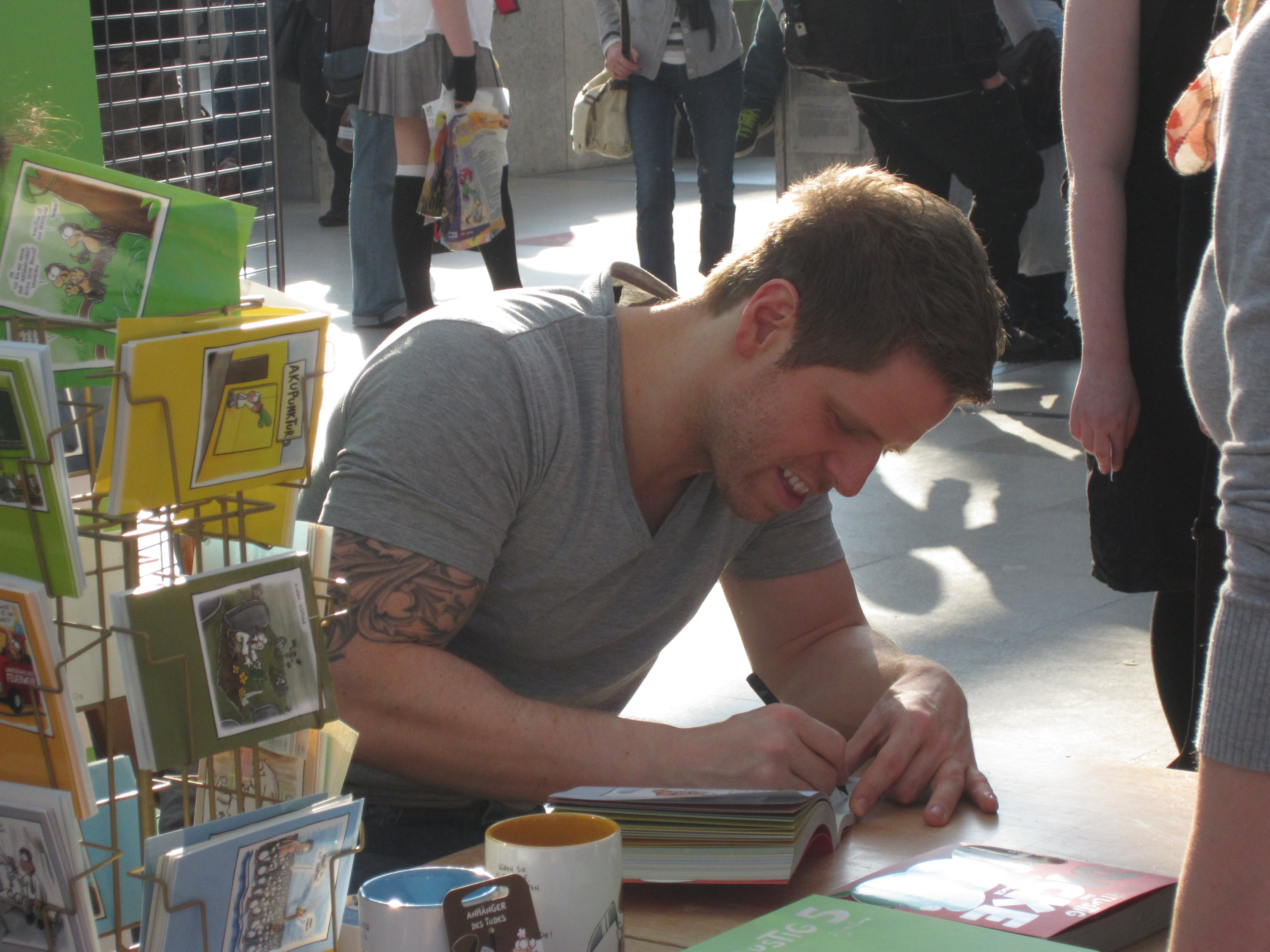
Joscha Sauer auf der Leipziger Buchmesse 2013

### Aktuelles
Im Jahr 2020 stellte Sauer eine neu gestaltete Website ins Internet. Seine neue Internetdomain ist joscha.com. Von nichtlustig.de wird auf diese Website weitergeleitet. Auf der Website veröffentlicht Sauer seine Cartoons und ein Blog. Auf der Homepage existiert ein Laden mit Links zu T-Shirts mit Nichtlustig-Motiven auf Supergeek.de. Außerdem gibt es alte Folgen des Podcasts „Peinliches Schweigen“ mit Joscha Sauer und seinem Freund Haiko Hörnig.
Sauer bietet seit 2020 ein Social-Payment-Projekt an. Man kann den Cartoonisten auf Steady mit einem Geldbetrag unterstützen. Unterstützer erhalten Zugriff auf zusätzliche Cartoons, die Bonus-Panels genannt werden. Diese Cartoons sind unkoloriert und variieren die Idee des zugehörigen Hauptcartoons. Sauer zeichnet Bonus-Panels nicht nur für neue, sondern auch nachträglich für alte Cartoons. Unterstützer können außerdem die Folgen der Trickfilmserie kostenlos ansehen. Als Witz wird das Steady-Nutzerbild des Unterstützers in eine von mehreren Zeichnungen mit den Nichtlustig-Figuren eingearbeitet und auf der Internetseite neben dem Cartoon angezeigt.

### Die Cartoons

Logo der Webseite

Sauer hat bisher über 1200 Cartoons für Nichtlustig gezeichnet und geschrieben. Die Arbeiten werden von Hand mit Aquarell koloriert und in einem weiteren Schritt eingescannt und nachbearbeitet.
Viele Figuren tauchen bei Nichtlustig regelmäßig auf, beispielsweise die selbstmörderischen Lemminge, die Yetis, die Ninjas, Dinosaurier, Außerirdische oder Herr Riebmann, der in der Wand wohnt. Auch die Wissenschaftler Wilson und Pickett haben regelmäßig Auftritte mit ihren Zeitreisen. In jüngerer Zeit kam auch Fäkalini der zaubernde Klempner oder klempnernde Zauberer hinzu. Zu einer eigenen Persönlichkeit hat sich der zunächst nur sporadisch auftretende Tod entwickelt, seit er durch den ‚Pudel des Todes‘ einen Imagewechsel vollzogen hat. Die Figur des kinderhütenden Killerroboters NF-700 hat Sauer nach wenigen Episoden sterben lassen, weil es laut eigener Aussage einfach zu schwierig wurde, jedes Mal aufs Neue in einem Bild zu erklären, dass es sich um einen Killerroboter handelt, der lieber Kinder hütet als Menschen zu töten. Die „Familie Lemming“ ist eine Lemming-Familie. Im Gegensatz zu den anderen Lemmingen haben sich bei ihnen Charakterzüge entwickelt.
Als Hommage an Sauers Lieblingsfilm Zurück in die Zukunft zeigen viele in den Cartoons vorkommenden Uhren die Uhrzeit 10:04, auch Digitaluhren (die gemäß Filmlogik auch 22:04 zeigen könnten). Häufig treffen die Figuren innerhalb eines Cartoons aufeinander, weshalb man einen Comic oftmals nicht einer einzigen Kategorie zuordnen kann.
Joscha Sauer schreibt auch mehrseitige Geschichten, die nur in den Büchern (ab Nichtlustig 2) veröffentlicht werden. Diese Geschichten hängen auch buchübergreifend zusammen, sind aber für sich abgeschlossen.

### Die Trickfilmserie
Im November 2015 startete Sauer auf der Crowdfunding-Plattform Kickstarter das Projekt Nichtlustig – die Serie!, bei dem er um Mithilfe aufrief, eine Nichtlustig-Trickfilmserie zu finanzieren.
Dabei war das Projekt so aufgebaut, dass immer nach 110.000 Euro eine weitere Folge erfolgreich finanziert wurde. Über Kickstarter wurden von 11.921 Unterstützern 386.422 Euro gesammelt. Zusammen mit der Unterstützerseite crowdpilot wurden über 440.000 Euro gesammelt und somit 6 Folgen finanziert. Während des Projektes kam es zusätzlich zu einer Kinotour durch die Städte München, Köln, Hamburg und Berlin, wo Sauer zusammen mit Haiko Hörnig die ersten zwei Folgen einem Kinopublikum vorstellte.
Die erste Folge, Zeitreisende Enten, gab es für alle Unterstützer ab einem Euro sofort verfügbar, alle weiteren Folgen mussten durch höhere Beträge freigeschaltet werden. Zusätzlich zu den Folgen wurden sieben Stretchgoals von den Unterstützern erreicht. Nach erfolgreicher Finanzierung am 7. Januar 2016 wurde die zweite Folge Octozilla am 29. April 2016 an die Unterstützer per E-Mail verteilt. Die Live-Premiere über das Internet-Videoportal YouTube fand ebenfalls am 29. April statt. Insgesamt entstanden sechs Folgen.

## Sonstiges
Sauer führte Regie für das 2000 veröffentlichte Musikvideo zu Turners Head in the Sky. Im Video sind die von Nichtlustig bekannten Lemminge zu sehen. Sauer war als Kind zwei Mal im Fernsehen zu sehen: im Jahr 1988 in der SWR3-Sendung Blick ins Land und 1989 in der ZDF-Sendung „Jugend in der Bütt“.

## Preise und Auszeichnungen
- 2004: Sondermann-Preis der Frankfurter Buchmesse für NICHTLUSTIG 2 – Bester Newcomer und Comic-Eigenpublikation (national).
- 2009: Sondermann-Preis der Frankfurter Buchmesse für NICHTLUSTIG 4 – Bester Cartoon
- 2024: Max-und-Moritz-Preis: Publikumspreis für Nichtlustig. Cartoons 2022–2024 von Joscha Sauer, Nichtlustig Verlag

## Werke
- Nichtlustig 1. Carlsen, Hamburg 2003, ISBN 3-551-76441-7.
- Nichtlustig 2. Carlsen, Hamburg 2004, ISBN 3-551-77392-0.
- Nichtlustig 3. Carlsen, Hamburg 2005, ISBN 3-551-77393-9.
- Nichtlustig 4. Carlsen, Hamburg 2008, ISBN 3-551-68007-8.
- Nichtlustig 5. Carlsen, Hamburg 2010, ISBN 3-551-68405-7.
- Nichtlustig 6. Carlsen, Hamburg 2014, ISBN 3-551-68406-5.
- Nichtweihnachten. Carlsen, Hamburg 2005, ISBN 3-551-78641-0.
- Nicht lustig. Piper, München/Zürich, 2006, ISBN 3-492-24510-2.
- Nichtlustig Wochenkalender 2006. Carlsen, Hamburg 2005, ISBN 3-551-96518-8.
- Nichtlustig Wochenkalender 2007. Carlsen, Hamburg 2006, ISBN 3-551-68301-8.
- Nichtlustig Wochenkalender 2008. Carlsen, Hamburg 2007, ISBN 3-551-68304-2.
- Nichtlustig Wochenkalender 2009. Carlsen, Hamburg 2008, ISBN 3-551-68308-5.
- Nichtlustig Wochenkalender 2010. Carlsen, Hamburg 2009, ISBN 3-551-68316-6.
- Nichtlustig Wochenkalendar 2011. Carlsen, Hamburg 2010, ISBN 3-551-68321-2.
- Nichtlustig Wochenkalendar 2012. Carlsen, Hamburg 2011,
- Nichtlustig Wochenkalendar 2013. Carlsen, Hamburg 2012,
- Zeitmaschinen Bedienungsanleitung. Carlsen, Hamburg 2010, ISBN 978-3-551-68413-4.
- Feng Shuizid: Die Philosophie des gefährlichen Einrichtens. Carlsen, Hamburg 2011, ISBN 978-3-551-68411-0.
- Nonlascivus: Cartoons auf Latein. Carlsen, Hamburg 2011, ISBN 978-3-551-68415-8.
- Das dicke Cartoonbuch. Carlsen, Hamburg 2011, ISBN 978-3-551-68256-7.
- Das dicke Cartoonbuch 2. Carlsen, Hamburg 2012, ISBN 978-3-551-68140-9.
- Nichtlustig Das Buch mit Sinn für Humor. Lappan, 2016, ISBN 978-3-830-33410-1
- Nichtlustig – Schule. Lappan, 2016, ISBN 3-830-33411-7
- Nichtlustig Das Buch mit dem Schaf auf der Toilette und über 200 Cartoons. Lappan, 2015, ISBN 978-3-551-68094-5
- Nichtlustig Das Buch mit der Vampirente. Lappan, 2017, ISBN 978-3-830-33446-0
- Nichtlustig Nachtleben. Lappan, 2019, ISBN 978-3-830-33529-0
- Nichtlustig Cartoons 2020-2021. Nichtlustig Verlag,  2021, ISBN 978-3-947899-02-9
- Nichtlustig Cartoons 2004-2006. Nichtlustig Verlag, 2022, ISBN 978-3-947899-03-6
- Nichtlustig Cartoons 2022-2024. Nichtlustig Verlag, 2024, ISBN 978-3-947899-04-3